# Campagne d'Afrique de l'Est (Première Guerre mondiale)
Pour les articles homonymes, voir Campagne d'Afrique de l'Est.
Première Guerre mondiale 
 Théâtre africain de la Première Guerre mondiale
Batailles
Front africain
- Laï (8-1914)
- Sandfontein (9-1914)
- Tanga (11-1914)
- Naulila (12-1914)
- Jassin (1-1915)
- Gibeon (4-1915)
- Bukoba (6-1915)
- Mongua (8-1915)
- Salaita (2-1916)
- Beringia (5-1916)
- Negomano (11-1917)

Front d'Europe de l'Ouest
Front italien
Front d'Europe de l'Est
Front des Balkans
Front du Moyen-Orient
Bataille de l'Atlantique
La Campagne d'Afrique de l'Est durant la Première Guerre mondiale évoque une série de batailles et d'actions de guérilla en Afrique de l'Est. Ces combats opposant l'Empire allemand à une triple-entente entre l'Empire britannique, la Belgique et le Portugal débutent d'abord en divers endroits proches des frontières de l'Afrique orientale allemande puis se propagent sur la totalité de ce territoire et de celui d'Afrique de l'Est portugaise pour se terminer en Rhodésie du Nord. Les forces coloniales allemandes, dirigées par le lieutenant-colonel (devenu Generalmajor avant la fin du conflit) Paul Emil von Lettow-Vorbeck, combattent pendant toute la durée de la Première Guerre mondiale et se rendent seulement le 23 novembre 1918 soit 12 jours après la signature de l'armistice à Rethondes.

## Préambule
L'Afrique orientale allemande recouvre un territoire correspondant aux futurs Tanganyika (partie continentale de l'actuelle Tanzanie), Burundi et Rwanda.

C'est une superficie vaste de plus de 994 000 km2 à la géographie complexe :
- montagnes fertiles grâce aux deux saisons humides annuelles au nord-ouest ;
- Grand Rift africain sillonné de lacs souvent très profonds à l'ouest ;
- zones sèches sablonneuses ou rocailleuses au centre ;
- vastes zones forestières inhabitées dans le sud-est ;
- savanes riches en gibier dans le nord-est.

Une ligne de chemin de fer (Tanganjikabahn), longue de 1 252 km, traverse la colonie entre Ujiji sur le lac Tanganyika et Dar es Salam sur la côte de l'océan Indien.

Un recensement effectué en 1913 comptabilise les habitants à 5 336 Européens et 7 645 000 Africains. La zone côtière, qui est la plus peuplée, est occupée par les peuples swahili et des commerçants arabes faisant commerce avec le protectorat britannique de Zanzibar et les ports de l'Afrique orientale britannique et de l'Afrique de l'Est portugaise.
Le 4 août 1914, une communication télégraphique annonçant la déclaration de guerre du Royaume-Uni à l'Allemagne parvient à l'administrateur général de la colonie allemande, le gouverneur Heinrich Schnee, qui ordonne qu'aucune action hostile ne soit entreprise. Henry Conway Belfield (en), le gouverneur de l'Afrique orientale britannique, déclare, quant à lui, que « cette colonie (sous entendu le Kenya) n'a aucun intérêt dans la guerre actuelle »,. La raison est, en partie, qu'aucune colonie n'a beaucoup de troupes militaires.
Cependant le commandant des troupes stationnées en Afrique orientale allemande, le lieutenant-colonel Paul Emil von Lettow-Vorbeck ignore les ordres de Schnee et prépare son armée au combat.

## Forces en présence

### Allemagne

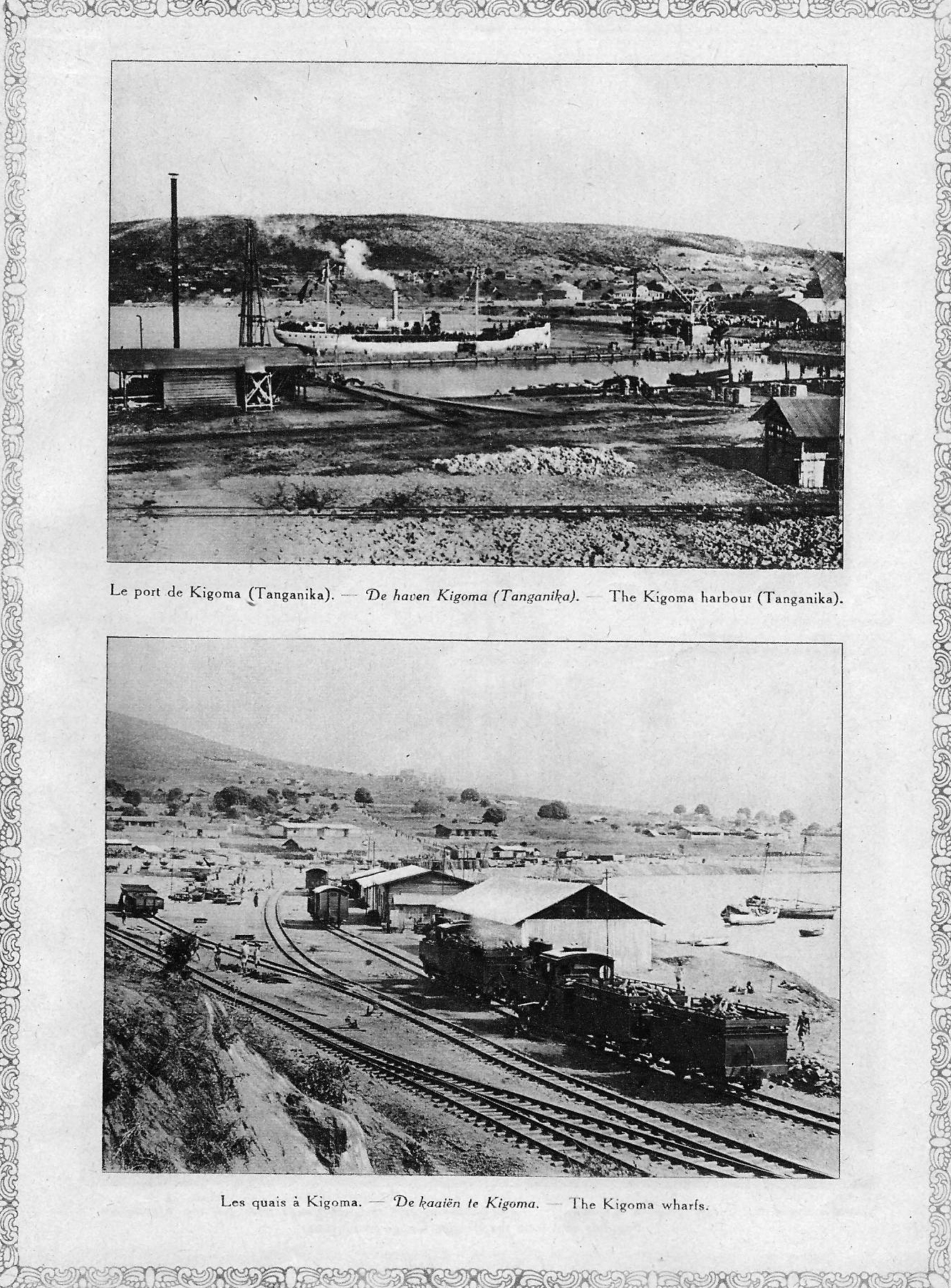
Infrastructures allemandes.
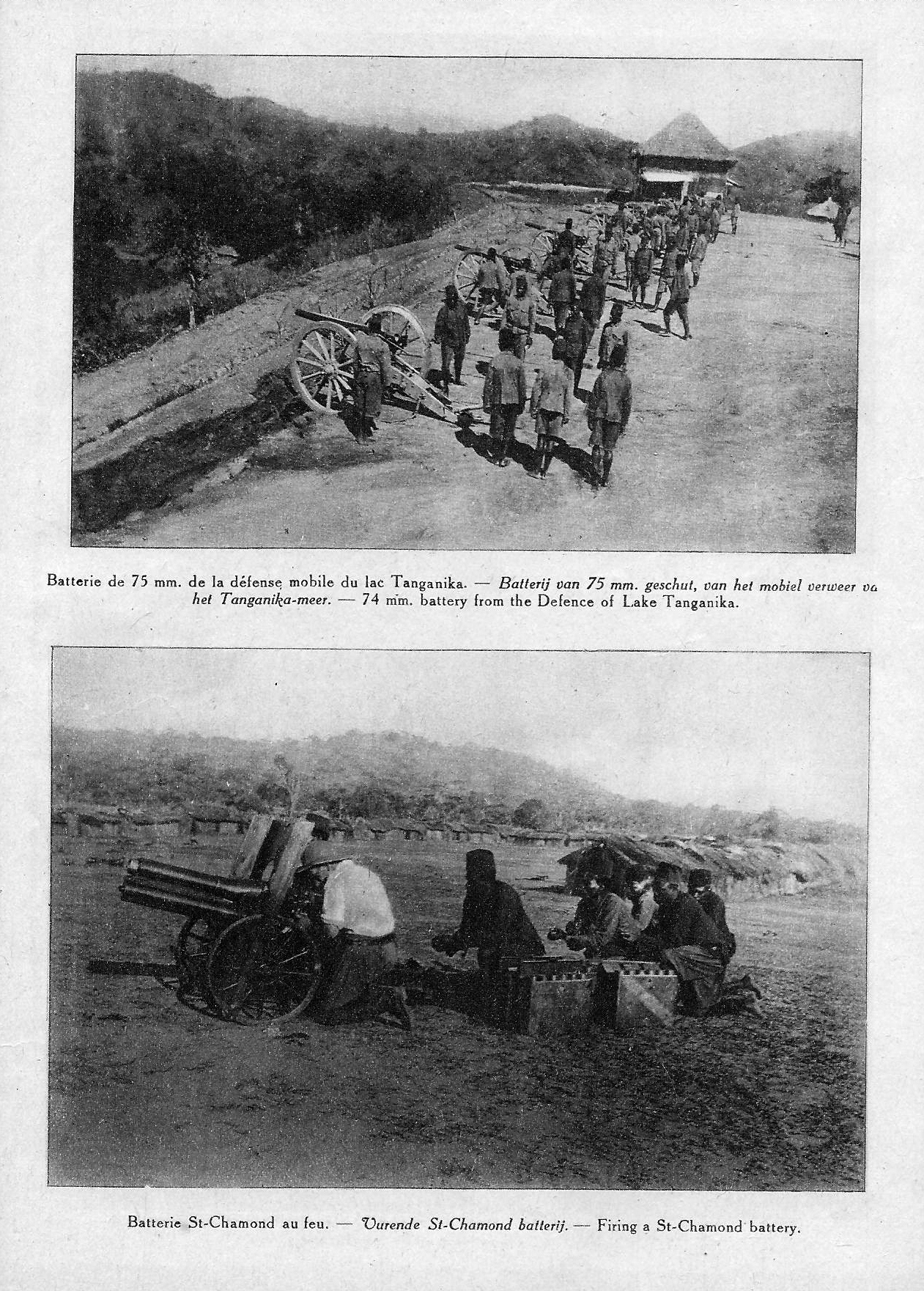
Sur le lac Tanganyka.
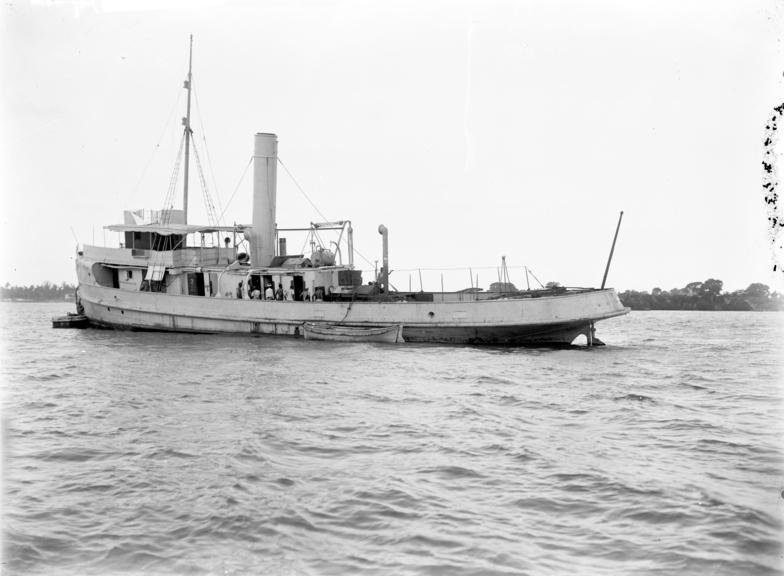
Le Rubens.

Force terrestre

Au moment des différentes déclarations de guerre de 1914, les forces de la troupe de protection de l'Afrique orientale allemande sont de 260 Allemands et 2 472 askaris, elles vont se renforcer jusqu'à compter, au 31 décembre 1915, 2 712 Allemands, 11 367 askaris, 2 591 auxiliaires Ruga-Ruga et 45 000 porteurs.

L'armement individuel est composé par :
- officiers : les pistolets semi-automatique Mauser C96 ou Luger P08 ;
- sous-officiers : le fusil Mauser 98 avec magasin à cinq coups de calibre 7,92 mm ;
- troupe : le fusil Mauser 71 à un coup de calibre 11 mm.

L'armement de soutien est composé par 78 mitrailleuses Maxim de calibre 7,2 mm et 40 canons de campagne de calibre 37 mm.
Force navale

La Hochseeflotte ne possède, au large des côtes de l'Afrique de l'Est, que le moderne croiseur léger SMS Königsberg et quelques navires auxiliaires comme le vraquier SMS Somali.
Sur le lac Tanganyika, basés à Kigoma, le bateau à roues à aubes armé SMS Hedwig von Wissman, le remorqueur armé SMS Kingani,, à partir de juin 1915, la canonnière SMS Graf von Götzen munie d'un canon de marine de 88 mm et d'un autre de 37 mm. Plus tard, vient s'y adjoindre un canon automatique de calibre 105 mm en provenance du SMS Königsberg coulé le 11 juillet 1915 dans lors la bataille du delta de Rufiji. À partir du mois de mars 1916, le remorqueur SMS Wami vient compléter la flottille.
Sur le lac Victoria, un remorqueur armé d'un canon automatique de calibre 37 mm.

### Triple-entente

#### Royaume-Uni
Force terrestre

Charles Turquin mentionne un total de 360 000 soldats alliés, dont il convient de retrancher les soldats belges et portugais pour obtenir le chiffre des forces mises en œuvre par les Britanniques. De plus, en incluant le personnel administratif, la marine marchande et les troupes de génie, Brian Garfield donnent 400 000 soldats alliés et 600 000 porteurs, ce qui est cohérent. Dans ce total, on estime à 200 000 les Britanniques qui ont ainsi manqués au front européen selon Richard Holmes.
L'armement individuel est composé de :
- officiers : le revolver Webley MK réglementaire dans toute l'armée de terre britannique ;
- sous-officiers : le fusil Lee-Enfield Mark III avec double lame-chargeur à cinq cartouches pour des munitions de 7,7 mm ;
- troupe : fusils à un coup de modèles divers en fonction du lieu d'origine de la troupe.

Force navale

La Royal Navy est composée des croiseurs légers HMS Chatham, HMS Darmouth, HMS Weymouth et le pré-dreadnough HMS Goliath renforcés, à partir de juillet 1914, par les croiseurs légers HMS Astraea, HMS Pegasus et HMS Hyacinth venus du Cap puis, à partir du 5 novembre 1914 par les croiseurs légers HMS Dartmouth et HMS Weymouth et, enfin, en mai 1915, par les monitors HMS Mersey et HMS Severn.
Sur le lac Tanganyika :
- basés à Albertville, les croiseurs à moteur à essence HMS Mimi et HMS Toutou[11] armés, chacun, d'un canon Hotchkiss à tir rapide de 47 mm et d'une mitrailleuse Maxim. Ils sont amenés en pièces détachées d'Angleterre pour soutenir la flottille belge et sont opérationnels à partir du 23 décembre 1915. Mi-janvier 1915, viennent s'ajouter le HMS Fifi[5] armé d'un canon de 3 pouces et le SS Vengeur[12] armé de deux canons de 75 mm[13] ;
- basés à Kituta (Rhodésie du Nord), les bateaux à vapeur SS good News, SS Morning Star et SS Cecil Rhode appartenant à l'African Lakes Corporation.

Sur le lac Victoria, quatre transbordeurs armés des Uganda Railway, les SS William Mackinnon, SS Kavirondo, SS Winifred et SS Sybil.
Force aérienne

Un Curtis, deux Sopwith, trois Short Type 81, deux Caudron et deux Farman ; tous des hydravions sur le front de l'océan Indien.

#### Belgique
Force terrestre

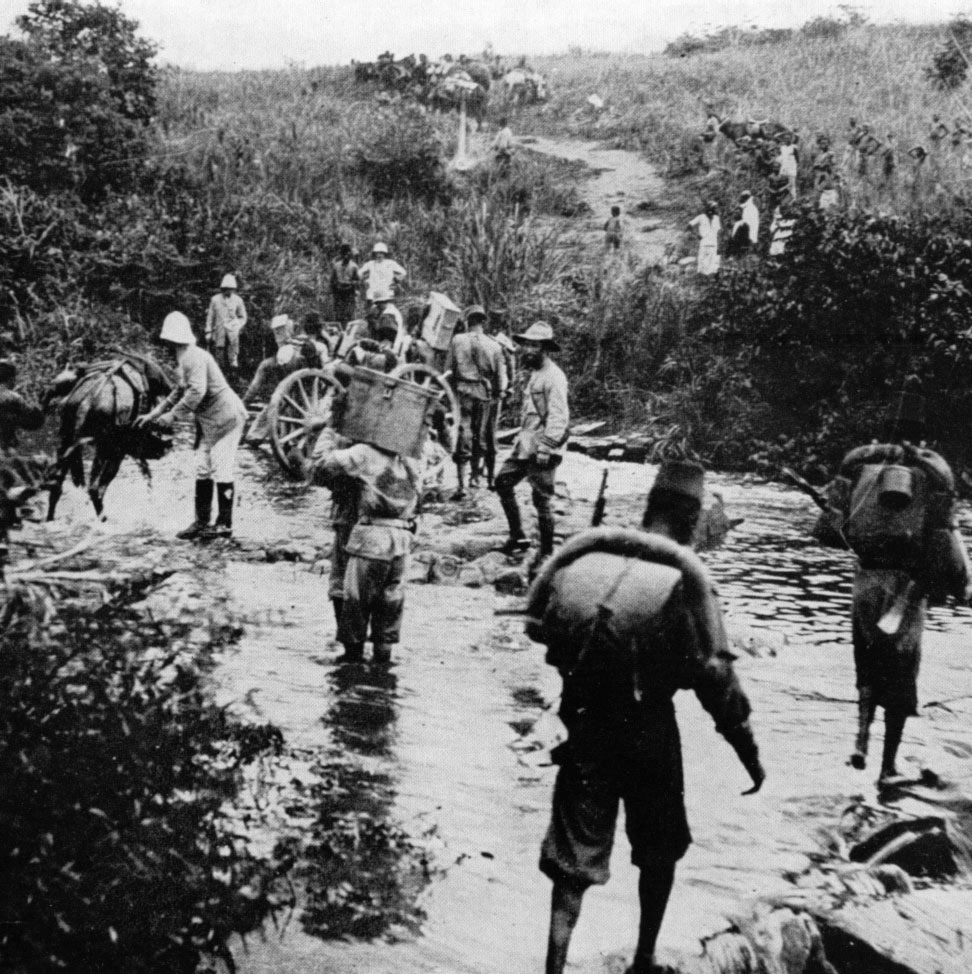
Passage d'une rivière par la Force publique

Deux brigades de la Force publique issues de la province orientale du Congo belge composées, au 18 avril 1916, de 719 Belges et de 11 698 Congolais qui utiliseront 260 000 porteurs recrutés à la hâte dans l'est de la colonie.

L'armement individuel, insuffisant ou vétuste au début du conflit, est composé par :
- officiers : le pistolet semi-automatique Browning M1910 ou le révolver Nagant 95 ;
- sous-officiers : la carabine semi-automatique Mauser 89 (fabriquée sous licence par la FN Herstal) avec magasin à cinq coups pour des munitions de 7,92 mm. Celle-ci est seulement disponible pour les troupes du Katanga.
- troupe : le fusil Albini-Braendlin ou le M1870 Comblain (en) tous deux à un coup et munitions de 11 mm. Ils seront remplacés, en 1916, par des fusils Mauser ou des fusils Gras selon le régiment.

L'armement de soutien est composé par des canons Nordenfelt de 47 mm et mitrailleuses Maxim pour munitions de 7,2 mm ainsi que des canons de campagne Krupp pour obus de 75 mm et des mortiers lance-grenades.
En 1916, pour réarmer correctement la Force publique du Congo, le ministres des Colonies Jules Renkin achète en France 15 000 fusils gras (simples et robustes), 110 mitrailleuses de type Kolt et Hotchkiss, quatre batteries de canon de montagne de 75 mm Saint-Chamond (facilement transportables et d'une grande précision), quelque mortiers de tranchée Van Deuren, des munitions, des équipements pour les pionniers, pontonniers, des appareils à fil et sans fil pour la section de télégraphistes de campagne, etc. .  
Force navale

Sur le lac Tanganyika, basés à Albertville, le bateau à vapeur Alexandre Delcommune, armé d'un canon automatique de calibre 76 mm et d'une mitrailleuse, la péniche Mosselbak (surnommée aussi la Dix-tonnes) armée d'un canon et d'une mitrailleuse. À partir du 22 décembre 1915 s'ajoute la vedette rapide Netta armée de deux canons et de deux mitrailleuses et, à partir du 17 novembre 1916, s'ajoute encore, le caboteur fluvio-maritime Baron Dhanis pour le transport de troupes.
Sur le lac Kivu, à partir du 19 mars 1916, la canonnière baptisée Paul Renkin, en souvenir du fils du ministre des Colonies tombé au champ d'honneur.
Force aérienne

Quatre hydravions Short Type 827, fournis par le Royaume-Uni, basés à M'toa (30 km au nord d'Albertville).

## Début du conflit

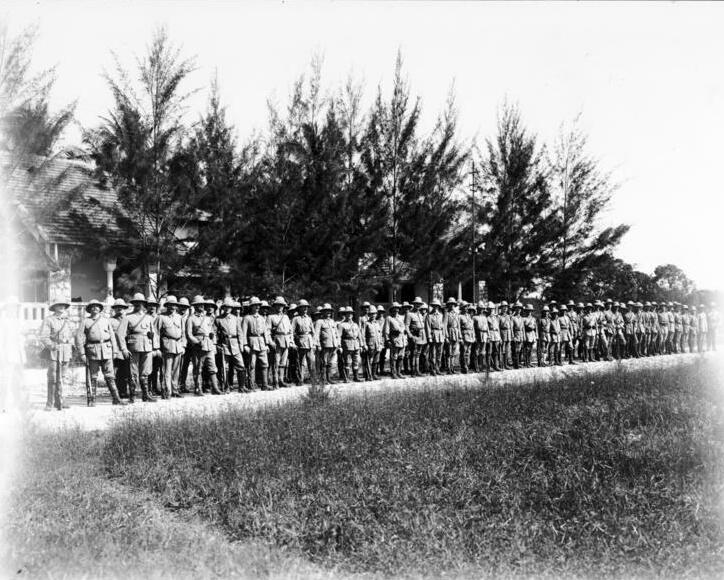
Soldats allemands en Afrique orientale allemande en 1914.

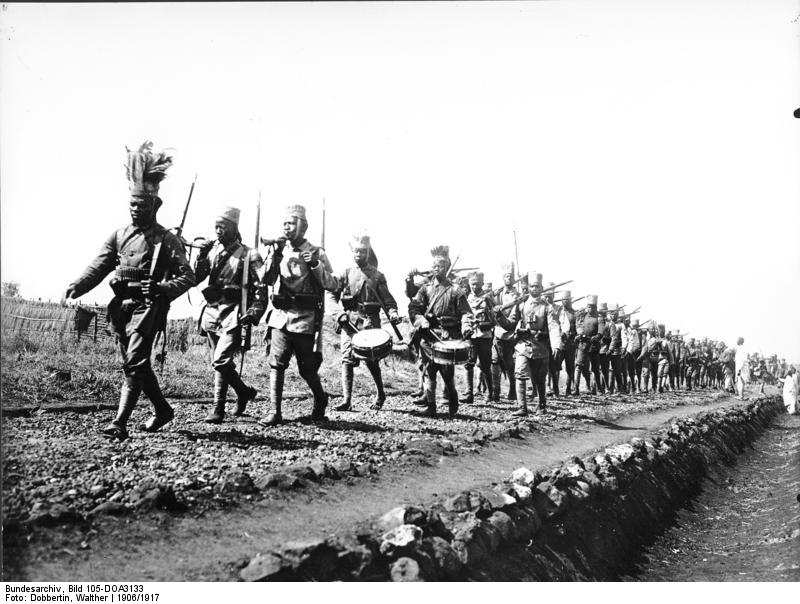
Askaris des Schutztruppen.

Le conflit en Afrique de l'Est débute le 5 août 1914 par une escarmouche entre des militaires britanniques et des postes avancés allemands le long de la rivière Kagera sur la frontière avec le Protectorat britannique d'Ouganda.

Le 6 août, le SMS Königsberg arraisonne et capture le navire de charge britannique SS City of winchester dans le golfe d'Aden.

Le 8 août, les croiseurs HMS Astraea et HMS Pegasus bombardent Dar es Salam.

Le 15 août, les troupes allemandes stationnées au nord de leur colonie bombardent et attaquent Uvira, à l'extrême nord du lac Tanganyika, et s'emparent de l'île d'Idjwi sur le lac Kivu. Le 22, le SMS Hedwig von Wissman ouvre le feu sur le port belge d'Albertville et parvient à faire s'échouer l'Alexandre Delcommune.

Toujours au mois d'août, les Allemands lancent des offensives entre le Kilimanjaro et l'océan Indien avec pour but le chemin de fer des Uganda Railway. Ils prennent Kasigau et, le 14, Taveta.

En septembre, les Allemands lancent des raids dans le Protectorat britannique d'Ouganda ainsi qu'en Afrique orientale britannique où leur attaque vers Kisumu est repoussée. Un remorqueur allemand armé d'un canon automatique de calibre 37 mm sillonne le lac Victoria causant des dommages mineurs à des installations côtières, mais avec un effet certain sur l'état-major anglais. Les Britanniques arment alors les quatre transbordeurs des Uganda Railway. Touché par deux tirs, le remorqueur Allemand sera capturé et désarmé pour ne plus servir qu'au transport. Mais, à partir de ce moment, leur suprématie britannique sur le lac Victoria ne sera plus jamais contestée.
Fin septembre, le commandant en chef des troupes britanniques, le major-général Arthur Aitken, envoie au combat trois brigades de l'Armée britannique des Indes. Une brigade, soit 4 000 hommes, tente de prendre le contrôle du terminal ferroviaire nord du chemin de fer de l'Usambara à Moshi tandis que deux brigades, soit 8 000 hommes, tentent, en même temps, de prendre le contrôle du terminal sud à Tanga.

La bataille pour Moshi du 3 novembre(connue sous le nom de « bataille du Kilimanjaro ») n'a, en fait, pas réellement lieu. Les Britanniques, ayant perdu une grande partie de leur équipement en route, choisissent de rompre le combat après quelques escarmouches et rentrent en Afrique orientale britannique.

La bataille de Tanga, du 3 au 5 novembre, est le premier affrontement majeur en Afrique de l'Est. Le débarquement amphibie réalisé par les Britanniques est un désastre. La bataille se conclut par une victoire allemande malgré un rapport de force défavorable. Elle permet aussi aux Allemands de capturer un important stock de munitions ennemies laissées sur les plages et d'équiper ainsi l'armée de von Lettow-Vorbeck pour toute l'année suivante.

À la suite de ces deux défaites, Aitken est remplacé par le général de brigade Richard Wapshare. Les Britanniques décriront plus tard, dans leur histoire officielle de la guerre, ces deux tentatives comme « les plus remarquables échecs dans l'histoire militaire britannique ». Sir Arthur Travers Harris dira que la bataille de Tanga « aura couté 150 000 £, 250 000 morts [sous entendu pour toute la guerre en Afrique de l'Est] et trois ans de guerre »

## Les affrontements navals

### Océan Indien

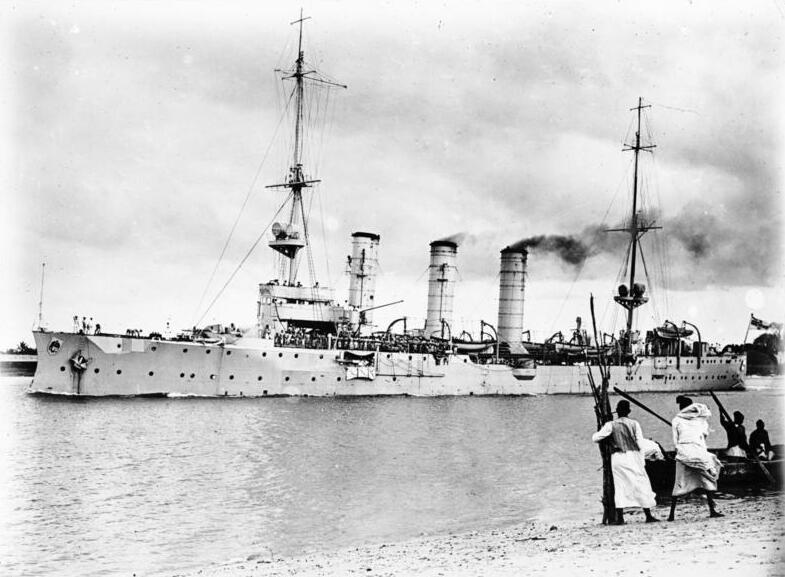
Le SMS Königsberg.

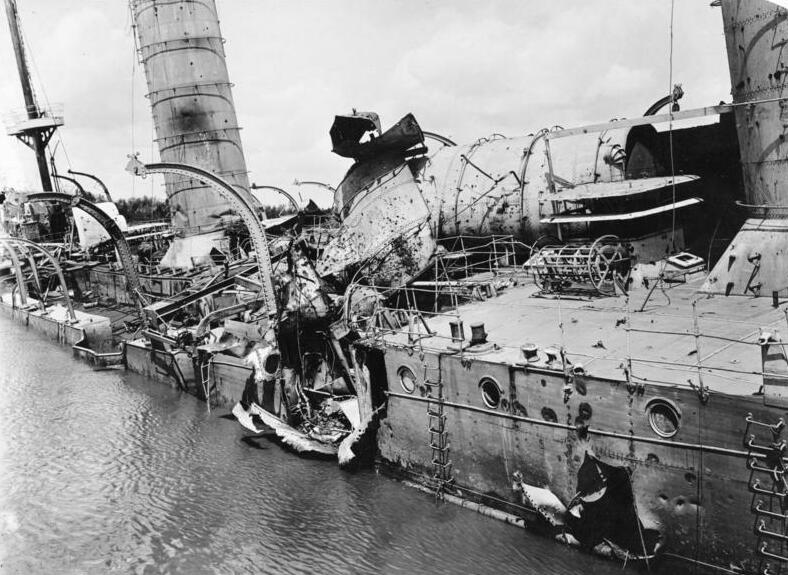
Le SMS Königsberg après son sabordage.

À la suite de la guerre de course engendrée par le SMS Königsberg, la Royal Navy dépêche, en juillet 1914, le long des côtes de l'Afrique de l'Est les croiseurs légers HMS Astraea, HMS Pegasus et HMS Hyacinth, plus anciens, mais capables de se mesurer au corsaire allemand.
Le 8 août, l'Astraea et le Pegasus bombardent Dar es Salam mais le Königsberg a quitté le port depuis le 1er août.
Le 20 septembre, à l'aube, le Königsberg attaque par surprise le Pegasus dans le port de Zanzibar alors que ce dernier est en révision pour des problèmes aux chaudières. Le navire britannique, dont les tirs ne peuvent atteindre l'Allemand trop loin pour son artillerie, est mis hors de combat en 40 minutes et compte 38 tués et 55 blessés. Il sombre, plus tard dans la journée, sans avoir pu désancrer. L'attaque sur le Pegasus terminée, le Königsberg envoie quelques tirs en direction du bateau auxiliaire HMS Helmuth, l'atteint puis rompt l'engagement.
À la fin du mois d'octobre, le HMS Chatham aperçoit le SMS Königsberg et son ravitailleur en charbon, le SMS Somali, dans le delta du Rufiji. Le 5 novembre, le HMS Dartmouth et le HMS Weymouth arrivent sur les lieux et bloquent le delta.
Incapables de rentrer dans le fleuve, vu leur tirant d'eau trop important, les trois navires britanniques bombardent le site, coulent le vraquier mais ne parviennent pas à atteindre le croiseur qui, entre-temps, s'est abrité plus haut sur le fleuve. Après plusieurs autres tentatives infructueuses de détruire le navire allemand avec leur artillerie de marine, les Britanniques minent les différents bras du Rufiji et tentent, sans plus de succès, d'atteindre le Königsberg au moyen d'hydravions.
Finalement, les Britanniques reçoivent, en juin 1915, le renfort de deux monitors : les HMS Mersey et HMS Severn qui vont leur permettre de rentrer dans le fleuve avec l'appui aérien de deux Caudrons et de deux Farmans. La première attaque est un échec. Enfin, le 11 juillet, les canons de 152 mm des deux monitors parviennent à réduire le Königsberg à l'état d'épave.
Son commandant, le capitaine Max Looff, ordonne le sabordage, enterre sur le rivage les 33 tués de l’assaut final, démonte les dix canons de 105 mm et les emporte pour renforcer l'armée de von Lettow-Vorbeck.
Il aura fallu aux Britanniques un cuirassé pré-dreadnought, huit croiseurs légers, deux monitors et quatre hydravions pour venir à bout du seul croiseur léger SMS Königsberg.

### Lac Tanganyika

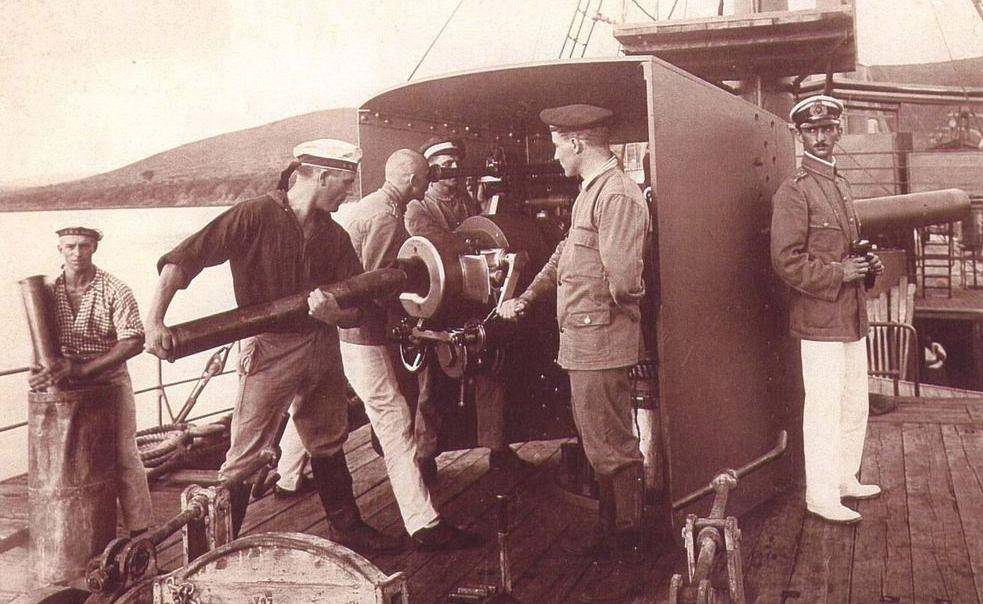
Canon de proue du Graf von Götzen pointé vers bâbord arrière, un Krupp de 105 mm provenant du SMS Königsberg (octobre 1916 guerre mondiale).

Le but est de s'emparer du lac Tanganyika, zone stratégique, pour lancer la conquête de la partie occidentale de la colonie allemande. Le lac est le théâtre de plusieurs affrontements entre la flottille belgo-britannique commandée par le lieutenant commander anglais Geoffrey Spicer-Simson et l'allemande commandée par le gouverneur militaire Gustav Zimmer.
Des actions ont déjà eu lieu avec le bombardement d'Albertville et l'attaque du bateau belge Alexandre Delcommune que son équipage parvient à sauver du naufrage en l'échouant le 22 août 1914 puis, avec le naufrage, dans les eaux rhodésienne, par les SMS Hedwig von Wissman et SMS Kingani, des SS good News et SS Morning Star le 18 novembre 1914 et celui du SS Cecil Rhode le lendemain.
Les combats connus sous le nom de « bataille pour le Tanganyika » débutent réellement le 26 décembre 1915 lorsque le SMS Kingani est pris en chasse par les croiseurs britanniques HMS Mimi et HMS Toutou et les vedettes belges Netta et Mosselbak. Les deux croiseurs et les vedettes, plus rapides, rattrapent promptement le remorqueur allemand. Après 10 minutes d'échange de tirs, le bouclier de protection du canon du Kingani est détruit et des éclats d'obus ont percé sa coque sous la ligne de flottaison. Le remorqueur baisse pavillon avec son commandant et quatre autres membres de l'équipage tués. Il est remorqué jusqu'à Albertville au Congo belge où il est réparé et remis en service vers la mi-janvier sous le nom de HMS Fifi.
Le 9 février 1916, le Mimi et le Fifi interceptent le SMS Hedwig von Wissman. Le deuxième tir du Fifi atteint le Hedwig von Wissman à la coque, provoquant une voie d'eau, et le troisième tir atteint la salle des machines tuant sept marins. Ordre est donné d'abandonner le bateau et de le saborder. Les survivants sont capturés et amenés à Albertville.
Le 6 juin 1916, le 2e régiment de la « brigade sud » de la Force publique du Congo belge, commandée par le lieutenant-colonel Frédérick Olsen, s'empare de Usumbura.
Le 12, un hydravion Short Type 827 belge repère le SMS Graf von Götzen dans le port de Kigoma et l'attaque. Le bateau est atteint au gaillard d'arrière par une des deux bombes de 65 livres lancées.
Les 17 et 18 juillet, deux autres Short Type 827 belges bombardent Kigoma et détruisent le remorqueur SMS Adjudant en cour d'assemblage ainsi que le dépôt de carburant.
Le 27, la « brigade sud » de la Force Publique occupe Kigoma abandonnée par ses défenseurs et, le jour suivant, le terminal des chemins de fer allemands (Tanganjikabahn) sur le lac Tanganyika à Ujiji.
Le 28 juillet 1916, la Netta surprend le Graf von Götzen et le Wami face à l'embouchure de la Malagarasi. La canonnière allemande, qui n'est plus armée que par une mitrailleuse Maxim, refuse le combat et tente de s'échapper avant de se saborder à hauteur de la cale de la chaufferie. L'équipage tente de s’enfuir grâce au remorqueur mais celui-ci est coulé par la vedette belge.
La « bataille pour le Tanganyika » est ainsi terminée par la victoire de petites unités très mobiles sur des bâtiments plus importants et mieux armés mais évoluant sur un plan d'eau fermé sans échappatoire.

## L'arrivée du général Smuts

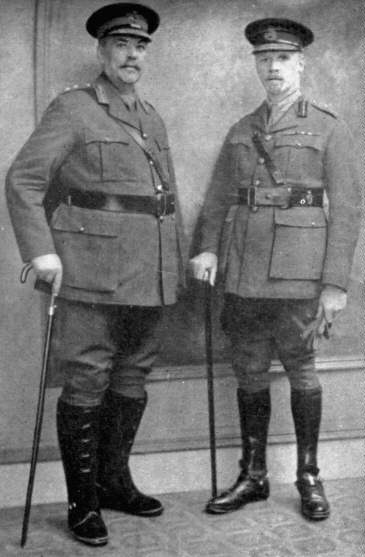
Louis Botha et Jan Smuts (à droite) en 1917

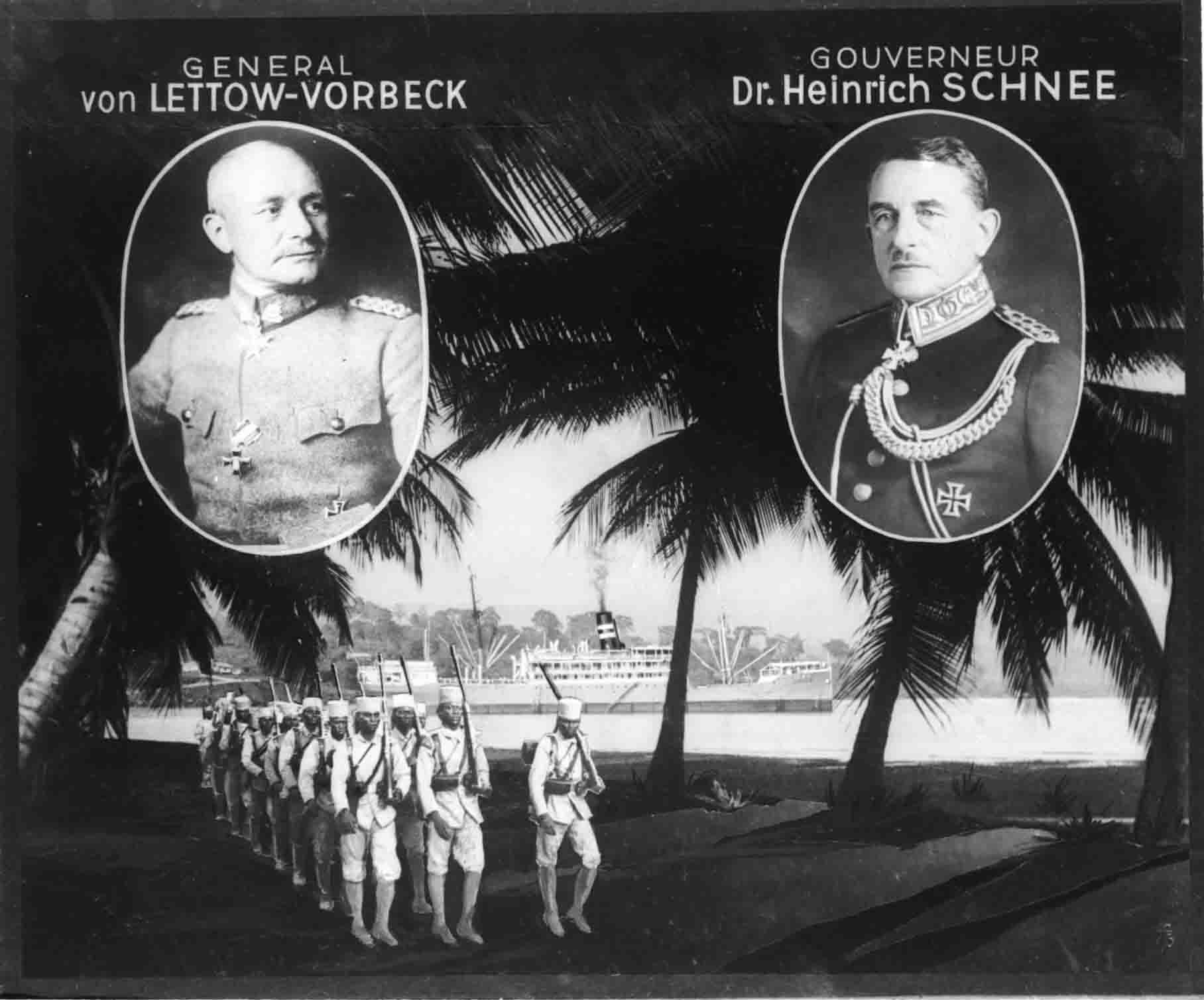
Paul Emil von Lettow-Vorbeck et Heinrich Schnee.

L'Empire britannique nomme le général Horace Smith-Dorrien pour commander la lutte contre les Allemands, cependant une pneumonie contractée pendant le voyage vers l'Union d'Afrique du Sud l'empêche de prendre ce commandement. Est nommé à sa place, en 1916, le général Jan Smuts de l'Union d'Afrique du Sud, ancien adversaire des Anglais pendant la guerre des Boers. Il vient de mater la rébellion Maritz d'une dizaine de milliers de Boers que les Anglais ont imprudemment réarmés pour les utiliser contre les Allemands, mais qui en ont profité pour se soulever à nouveau contre l'autorité britannique. Smuts est chargé de vaincre von Lettow-Vorbeck. Dans ce but, il se voit confier une grande armée, quelque 13 000 Sud-Africains y compris des Boers, des Britanniques, des Rhodésiens ainsi que 7 000 cipayes de l'armée des Indes et askaris africains. Il y a aussi, mais pas sous le commandement de Smuts, des troupes de la Force publique du Congo belge dont l'état-major conserve son autonomie mais agit en liaison avec l'état-major britannique et d'importantes (mais peu efficaces) troupes portugaises stationnées en Afrique de l'Est portugaise. Un Carrier Corps, composé de 400 000 porteurs africains et placés sous le commandement de Smuts pour transporter les fournitures militaires à l'intérieur des terres par la route et par le train. En dépit de toutes ces troupes de pays différents, il s'agit essentiellement d'une opération de l'Empire britannique sous la supervision de Smuts. Au cours de l'année précédente, les Schutztruppen ont également augmenté, von Lettow-Vorbeck disposant de 3 000 Allemands, 12 000 askaris et 45 000 porteurs.
L'armée de Smuts attaque à partir de plusieurs zones. La principale attaque vient du nord (nord et sud du Kilimandjaro). Elle est doublée par une offensive, au départ de Kisumu, visant à sécuriser le lac Victoria et à établir un centre de ravitaillement des troupes à Mwanza. D'autres formations avancent en provenance du sud-ouest (nord du lac Nyasa). D'autres encore, en provenance de Mombasa, débarquent à trois endroits différents sur la côte de l'océan Indien (Dar es Salam, Kilwa et Lindi).
Depuis le 18 avril 1916, la Force publique du Congo belge dirigée par le général Tombeur, avance depuis le nord-ouest (nord du lac Tanganyika et sud du lac Édouard) sur deux, puis trois, colonnes.
Les troupes portugaises menées par le général José César Ferreira Gil (en) sont massées derrière la frontière sud de l'Afrique orientale allemande.
D'un côté, les Portugais lancent une attaque, le 15 septembre 1916, avec une force composée de 120 officiers et de 4 060 askaris très mal équipés. Ils battent en retraite, le 29 novembre 1916, devant la position fortifiée de Newala pour se retirer définitivement derrière leurs lignes.
D'un autre côté, les forces belgo-britanniques ne parviennent pas à rattraper von Lettow-Vorbeck et elles souffrent de maladies locales au cours de leur progression ; une unité (la 9e d'infanterie sud-africaine) partie avec un effectif de 1 135 hommes en perd 116 entre février et octobre, sans perte au combat. Cependant, devant la supériorité des forces ennemies, les troupes allemandes se retirent le plus souvent.
Le 19 septembre 1916, les troupes belges capturent Tabora, centre administratif de la partie centrale de l'Afrique orientale allemande. Cette prise « décapite » ainsi le soutien logistique des Allemands en achevant le contrôle total par les troupes de la coalition belgo-britannique de la ligne de chemin de fer allemande reliant Dar es Salaam (sur la côte de l'océan Indien) à Ujiji (au bord du lac Tanganyika). Le nord de la colonie allemande est, dès lors, perdu pour von Lettow-Vorbeck.
Les troupes allemandes sont alors confinées dans la partie sud de l'Afrique orientale allemande. Smuts, par crainte d'une possible prétention des Belges sur la colonie allemande, demande à ceux-ci de rentrer au Congo Belge et de préserver la sécurité au Rwanda et au Burundi. Il commence, également, à retirer ses troupes sud-africaines, rhodésiennes et indiennes, en les remplaçant progressivement par des soldats africains. Au début de 1917, plus de la moitié de l'armée britannique se compose de soldats africains des King's African Rifles, et à la fin de la guerre il n'y aura quasiment plus que des soldats africains. Smuts quitte la zone en janvier 1917 pour rejoindre à Londres le Cabinet de guerre impérial laissant le commandement au major-général sud-africain Reginald Hoskins.

## L'arrivée du général van Deventer

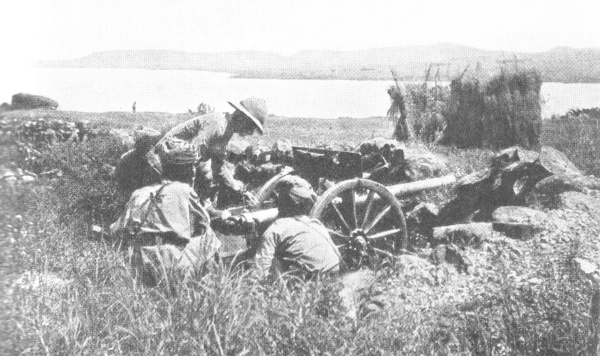
Batterie des Raj britanniques.

Malgré des efforts continus pour capturer ou détruire l'armée allemande, les Britanniques échouent à mettre fin à leur résistance. Le général Hoskins prend la relève du commandement, puis un autre Sud-Africain, le général van Deventer, se voit confier le commandement et conçoit un nouveau plan d'action. Pour exécuter celui-ci, il se voit contraint de demander l'aide de la Belgique en confiant une partie d'une nouvelle offensive à la Force publique.
van Deventer lance l'offensive en juillet 1917. Le gros des troupes allemandes de von Lettow-Vorbeck est situé, à ce moment, dans la région des monts Uluguru tandis qu'une unité commandée par le capitaine Naumann se trouve au sud du lac Eyasi et se dirige vers le Kilimandjaro pour viser, vraisemblablement, le terminal ferroviaire de Moshi.
La tactique de van Deventer est de prendre von Lettow-Vorbeck en tenaille par l'ouest et par l'est, tandis que les Belges ont pour mission d'attaquer par le nord, d'une part, et de poursuivre les troupes de Naumann, d'autre part. Les Portugais, quant à eux, sont chargés de barrer une éventuelle retraite vers le Afrique de l'Est portugaise.
Le 21 août 1917, la brigade belge de la Force publique commandée par le lieutenant-colonel Armand Huyghé entre en contact avec l'arrière-garde allemande au passage de la rivière Ruaha et finit par atteindre Mahenge (à l'est des monts Mahenge) où von Lettow-Vorbeck a laissé 2 500 hommes pour protéger sa retraite vers le sud. Ceux-ci vont livrer aux Belges d'âpres combats durant une bataille d'arrêt de quatre jours jusqu'à ce que Mahenge tombe aux mains des Belges le 9 octobre 1917.
À la fin du siège de Mahenge, le lieutenant-colonel se dérobe juste avant la chute de la place aux mains des Belges et fuit vers le sud et l'Afrique de l'Est portugaise où il a envoyé le maximum de ce qui lui reste de troupes. Sachant pertinemment bien que les troupes portugaises sont moins aguerries et plus mal équipées que les Belgo-britanniques, il compte reprendre des forces en territoire portugais. La retraite s'effectue en deux colonnes qui doivent se rejoindre après le Ruvuma.
La colonne principale, commandée par von Lettow-Vorbeck en personne, réussit à repousser les forces britanniques lors d'une bataille, entre le 15 et le 18 octobre 1917, près de Mahiwa, perdant 519 hommes (tués, blessés ou disparus) tandis que les Britanniques en perdent 2 700.
Néanmoins, les troupes britanniques se rapprochant des Allemands, von Lettow-Vorbeck passe le Ruvuma le 23 novembre 1917 non sans avoir permis, préalablement, aux soldats des Schutztruppen qui ne pouvaient plus le suivre, parce que malades ou blessés, de se rendre. Le commandant allemand s'enfonce profondément en territoire portugais, espérant mettre les Anglais provisoirement hors jeu. Il espère aussi gagner des recrues et des fournitures en s'emparant de garnisons portugaises, comme ce sera le cas le 25 novembre, lors de la bataille de Negomano) et le 3 juillet 1918 à Namacurra (en) dans le centre de la colonie portugaise.
L'autre colonne allemande, forte de 5 000 hommes et commandée par le capitaine Tafel, laissée en arrière au bord du Ruvuma pour couvrir la fuite de la colonne principale, se rend le 26 novembre aux Britanniques.
En Mozambique, von Lettow-Vorbeck (promu Generalmajor depuis la bataille de Mahiwa) se réorganise, divisant ses troupes en trois colonnes pendant les neuf mois qui suivent. En refusant de reprendre les combats, il évite des pertes mais est incapable de refaire beaucoup ses forces. Mais, durant le mois de juillet 1918, il livre bataille à Namacurra, puis, à la grande surprise des Britanniques, il change complètement de direction et en août 1918 il remonte vers le nord.

## Fin du conflit

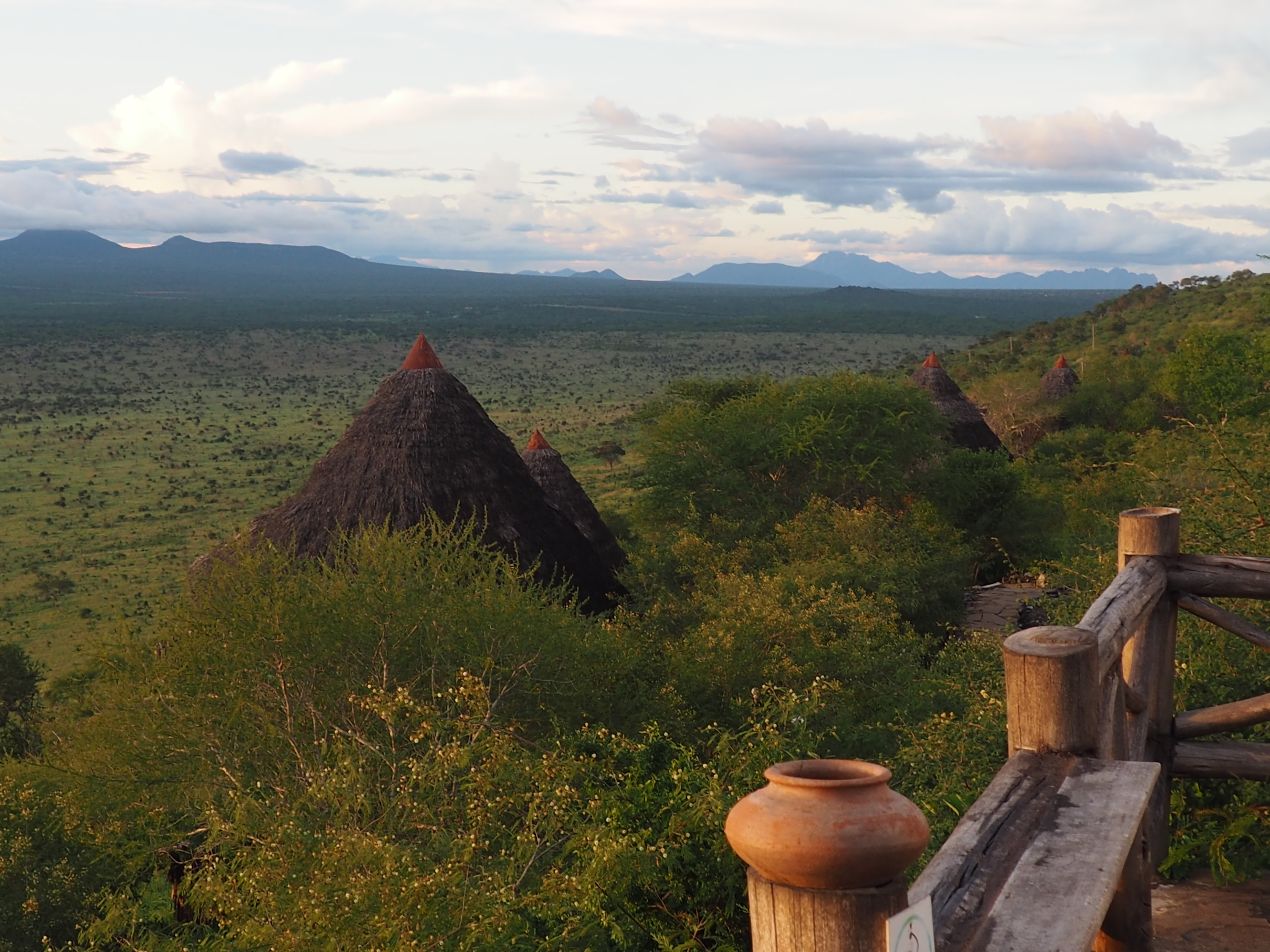
Ancienne position allemande dominant les Taita Hills et la ligne de chemin de fer Nairobi-Mombasa (aujourd'hui un hôtel du parc Tsavo-West/Lumo Sanctuary)

En octobre 1918, les troupes allemandes sont arrivées en Rhodésie du Nord et, le 13 novembre, soit deux jours après la signature de l'armistice en Europe, une troupe d'avant-garde allemande prend et brûle la ville de Kasama, évacuée par les Britanniques. Le lendemain, à 7 h 30, près de la rivière Chambeshi, von Lettow-Vorbeck reçoit un télégramme annonçant la signature de l'armistice (à cet endroit se trouve aujourd'hui le mémorial von Lettow-Vorbeck). Il rejoint alors Abercorn, où il rend les armes le 25 novembre 1918 avec les restes d'une armée invaincue.
Comme l'écrit Cyril Falls (en) :
- « The achievement of Lettow-Vorbeck deserves undying fame. He was cut off from home. He could entertain no hope of a decisive victory. His aim was purely to keep the British on the stretch as much as possible for as long as possible and to make them expend the largest possible resources in men, in shipping and in supplies. By this yardstick he was successful. »
- « La réalisation de Lettow-Vorbeck mérite une gloire éternelle. Il était loin de son pays. Il ne pouvait espérer de victoire décisive. Son but était simplement de garder les Britanniques sur le terrain le plus possible pour aussi longtemps que possible et de les faire dépenser le plus grand nombre possible de ressources en hommes, en munitions et en vivres. Dans cette mesure, il a réussi. »

## Bilan et conséquences du conflit
Les estimations récentes comptabilise le nombre de morts durant le conflit africain à environ 100 000.

Dans cette lutte, la maladie a, dans le camp britannique, tué ou rendu inapte 30 hommes pour chaque homme tué au combat.

La triple-Entente a utilisé 400 000 militaires et 600 000 porteurs, soit 1 000 000 d'hommes pour venir a bout de von Lettow-Vorbeck et de ses 20 000 soldats et marins et de ses 45 000 porteurs.

Au Congo belge, la guerre a aussi laissé des traces, un missionnaire belge resté au Congo décrit alors la société noire comme une société dans laquelle « le père est allé au front, la mère a moulu le grain pour les soldats et les enfants ont apporté la nourriture au front ».
La carte géopolitique de l’Afrique de l'Est est bouleversée par le Traité de Versailles du 28 juin 1919 qui par son pacte de la Société des Nations confie à la Belgique un mandat de classe B sur les divisions du Ruanda et de l'Urundi ainsi qu'une franchise de droit de douane pour les marchandises passants par le chemin de fer du Tanganyika Railway (ancienne Tanganjikabahn) entre Albertville et Dar es Salam. Mais, contrairement aux espérances belges, la division de Bukoba est placée sous mandat du britannique, David Lloyd George voulant pouvoir contrôler l'entièreté du lac Victoria.

## Dans la culture
- Madame Livingstone, une bande dessinée de Barly Baruti et Christophe Cassiau-Haurie, décrit la chasse faite par l'armée belge au Graf von Götzen pendant la Première Guerre mondiale.
- Les Ingénieurs du bout du monde, un roman de Jan Guillou, dont la dernière partie relate cette campagne du point de vue allemand.
- Comme neige au soleil, un roman de William Boyd, qui décrit les destins croisés de personnages de chaque camp pendant la campagne d'Afrique de l'Est.

### Sources et bibliographie
- (en) Cet article est partiellement ou en totalité issu de l’article de Wikipédia en anglais intitulé « East African Campaign (World War I) » (voir la liste des auteurs).
- (en) S. Bourquin, « Heia Safari! », The South African Military History Society, Military History Journal - vol 7 no 1 (Juin 1986) SA  (ISSN 0026-4016), 1986 (consulté le 4 mai 2009)
- Lieutenant général F.P. Emile Janssens, Histoire de la Force publique, Ghesquière & Partners, Bruxelles, 1979
- André-Bernard Ergo, « Chapitre 2 », Congo belge. La colonie assassinée, Éditions L'Harmattan, Paris, 2009  (ISBN 978-2-296-07341-8)
- Charles Miller, Battle for the Bundu : The First World War in East Africa, MacMillan Publishing Co. Inc., New York, 1974  (ISBN 0-025-84930-1)
- Byron Farwell, The Great War in Africa, 1914-1918, W.W. Norton & Company, New York, 1989  (ISBN 0-393-30564-3)
- John Keegan, The First World War, Knopf, New York, 1999  (ISBN 0-375-40052-4)
  - La Première Guerre mondiale, Éditions Perrin, Paris, 2003  (ISBN 978-2-262-02096-5)
- Cyrill Falls, The Great War, Capricorn Books, New York, 1961  (ISBN 0-399-50100-2)
- Thomas A. Crowson, When elephants clash, Thèse de doctorat en science et histoire militaire, 2003 [(en) lire en ligne]